# Cambronne-lès-Clermont
Cambronne-lès-Clermont – miejscowość i gmina we Francji, w regionie Hauts-de-France, w departamencie Oise.
Według danych na rok 1990 gminę zamieszkiwało 1025 osób, a gęstość zaludnienia wynosiła 110 osób/km² (wśród 2293 gmin Pikardii Cambronne-lès-Clermont plasuje się na 286. miejscu pod względem liczby ludności, natomiast pod względem powierzchni na miejscu 504.).